# Kevin Andrew Lynch
Kevin Andrew Lynch (Chicago, 7 gennaio 1918 – Martha's Vineyard, 25 aprile 1984) è stato un urbanista e architetto statunitense.

## Studi e progetti
Dopo gli studi alla Yale University e i tirocini nello studio Taliesin di Frank Lloyd Wright e presso il Rensselaer Polytechnic Institute, si laureò in urbanistica al Massachusetts Institute of Technology nel 1947. L'anno dopo iniziò a insegnare al MIT; divenne assistente nel 1949, professore associato dal 1955 e professore ordinario dal 1963.
Concentra la sua attività di ricerca nello studio della percezione del paesaggio urbano da parte delle persone. I suoi contributi scientifici, oltre a rappresentare un punto di svolta per la teoria urbanistica, spaziano in un vasto campo concettuale, dalla psicologia ambientale alla geografia della percezione.
Nel 1977 affianca alla sua attività accademica l'apertura di uno studio proprio a Boston, il Carr Lynch Associates. Tra i progetti di cui si è occupato, vi sono il Government Center di Boston e il progetto per il recupero del lungomare cittadino.

## L'immagine della città
Il libro più famoso di Lynch, L'immagine della città, pubblicato nel 1960, è il risultato di una indagine durata cinque anni sul modo in cui i frequentatori delle città percepiscono lo spazio urbano e organizzano le informazioni spaziali che ricevono ed elaborano durante le loro esperienze.  Usando come caso di studio tre città statunitensi (Boston, Jersey City, e Los Angeles), Lynch mostrò che le persone percepiscono lo spazio urbano che frequentano o nel quale vivono attraverso elementi e schemi mentali comuni, creando le loro mappe mentali attraverso l'utilizzo di cinque categorie:
- percorsi: strade, camminate, passaggi, e altri canali utilizzati dalla gente per spostarsi;
- margini: confini e limiti ben percepiti come mura, edifici, spiagge;
- quartieri: sezioni relativamente larghe della città contraddistinte da caratteri specifici e da una propria identità;
- nodi: punti focali della città, intersezioni tra vie di comunicazione, punti d'incontro;
- riferimenti: oggetti dello spazio velocemente identificabili, anche a distanza, che funzionano come punto di riferimento e orientamento.

L'attribuzione degli elementi urbani alle varie categorie non è da applicare in modo rigido; in ogni elemento considerato ci possono essere caratteristiche tali da poterlo collocare in diverse categorie.
Altro concetto importante evidenziato da Lynch è quello della leggibilità di un luogo, ossia la capacità da parte delle comunità di ambientarsi, orientarsi e capire un dato spazio urbano.

## Opere principali
- 1960 - L'immagine della città (The Image of the City)
- 1962 - Site Planning (con Gary Hack)
- 1964 - The View from the Road (con Donald Appleyard e John R. Myer)
- 1972 - What Time is this Place?
- 1976 - Managing the Sense of a Region
- 1977 - Growing Up in Cities
- 1984 - Progettare la città: la qualità della forma urbana (A Theory of Good City Form)
- 1990 - Deperire: rifiuti e spreco nella vita di uomini e città (Wasting Away, postumo a cura di Michael Southworth)